# Problepsis achlyobathra
Problepsis achlyobathra là một loài bướm đêm thuộc họ Geometridae. Nó được tìm thấy ở Sumatra, bán đảo Mã Lai, Borneo, Java và Sulawesi.

## Phụ loài
- Problepsis achlyobathra achlyobathra
- Problepsis achlyobathra violescens (Java)
- Problepsis achlyobathra emphyla (Sulawesi)

## Hình ảnh

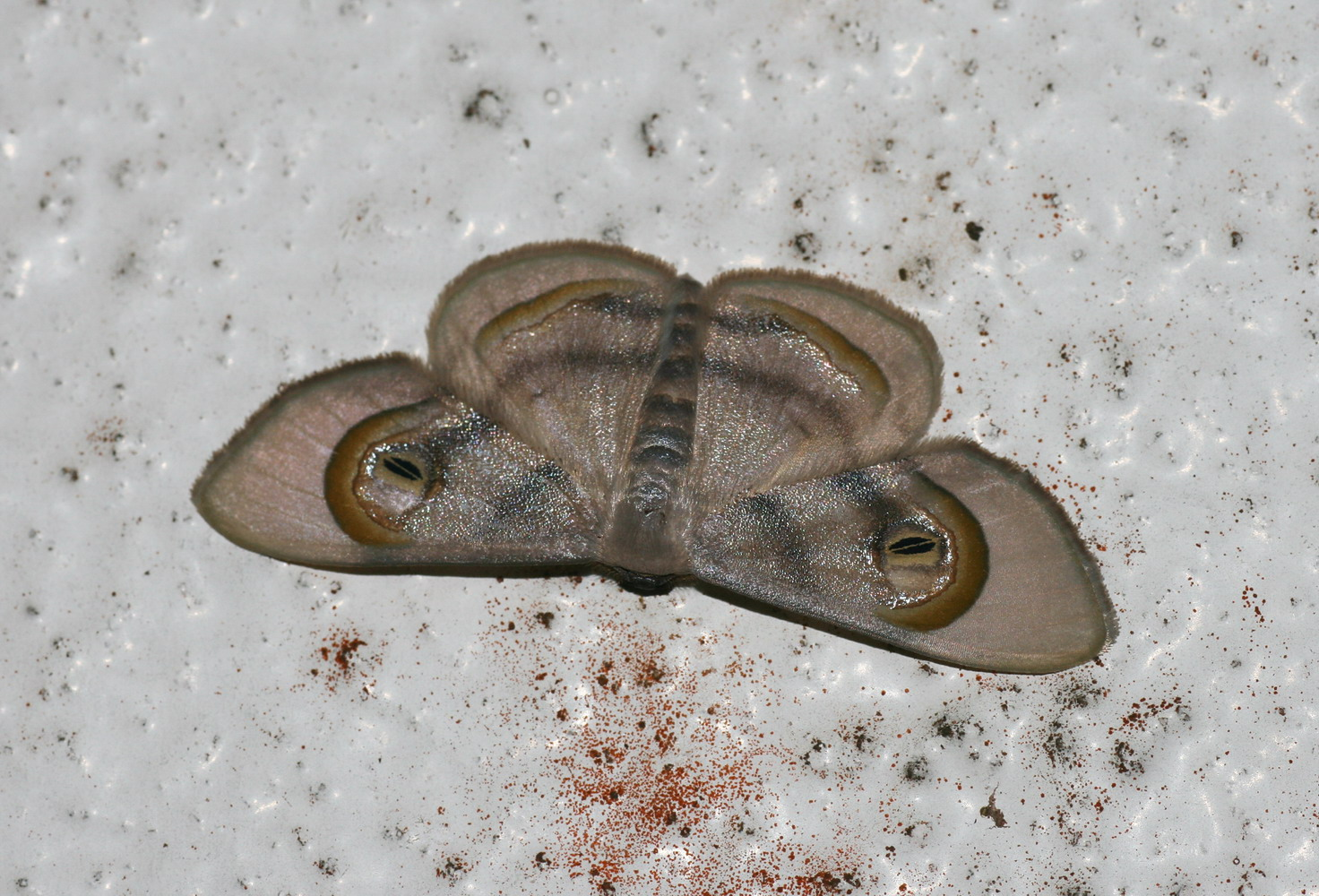